# Tiberio della Torre
Tiberio Della Torre (... – Brescia, 29 gennaio 1333) è stato un vescovo cattolico italiano.

## Biografia
Della nobile famiglia guelfa dei Della Torre, pronipote di Napo Torriani e figlio di Martino e di Clara dei signori di Zuccola, fu vescovo di Tortona dal 1319 al 1325, poi fu indicato a Cremona e invece nominato vescovo di Brescia dal 1325 al 1333. Fiero difensore dei guelfi bresciani contro la minaccia dei Visconti. Partecipò all'incoronazione di Federico I d'Asburgo a Imperatore del Sacro Romano Impero in antitesi al cugino Ludovico il Bavaro. Fu sepolto all'interno della cattedrale bresciana (il Duomo Vecchio), nella rotonda della cappella della Trinità.